# 隐耳蟾蜍
隐耳蟾蜍（学名：Bufo cryptotympanicus）为蟾蜍科蟾蜍属的两栖动物，是中国的特有物种，體長約68 mm（2.7英寸）。分布于广西等地。该物种的模式产地在广西龙胜。

## 保护
本种于2023年被收录入《有重要生态、科学、社会价值的陆生野生动物名录》。